# Kenneth G. Wilson
Kenneth Geddes Wilson (8. června 1936 Waltham, Massachusetts – 15. června 2013 Saco, Maine) byl americký teoretický fyzik. Vystudoval Harvardovu univerzitu a titul Ph.D. získal v roce 1961 na Caltechu. V roce 1963 začal pracovat v oddělení fyziky na Cornell University a v roce 1970 se tam stal profesorem. V roce 1980 získal Wolfovu cenu za fyziku a v roce 1982 pak Nobelovu cenu za fyziku za „teorii kritických jevů v souvislosti s fázovými přechody“.

## Život
Narodil se 8. června 1936 ve státě Massachusetts, oba jeho rodiče byli vědci, otec chemik a matka fyzička. V mládí navštěvoval řadu škol, včetně Magdalen College School a Oxfordu, nakonec ale zůstal na George School v Pensylvánii. Ve věku 16 let nastoupil na Harvardovu Univerzitu, kde studoval matematiku. Brzy se zařadil mezi nejlepší studenty, když skončil mezi pěti nejúspěšnějšími v matematické soutěži. Dařilo se mu ale i ve sportu, zvláště v atletice, když úspěšně běhal střední tratě. V rámci volného času se podílel i na výzkumu v oceánografickém institutu ve Wood Hole. K doktorskému studiu nastoupil na California Institute of Technology - Caltech, kde byl jeho vedoucím Murray Gell-Mann. Po zisku doktorátu roku 1961 přešel zpět na Harvard, podílel se ovšem také na výzkumu v u.
Krátce nato opustil Harvard a získal místo na Cornell University. Zde získal v roce 1970 titul profesora. V této době se podílel i na experimentech na urychlovači SLAC National Accelerator Laboratory.
Roku 1975 byl jmenován členem National Academy of Sciences. V roce 1980 získal Wolfovu cenu v oblasti fyziky spolu s Leo Kadanoffem a Michaelem Fisherem za teorii kritických jevů v souvislosti s fázovými přechody. O dva roky později za tentýž výzkum získal Nobelovu cenu, tentokrát ovšem jako jediný laureát. Později byl jmenován i členem American Philosophical Society.
Jeho práce v oblasti kvantové mechaniky zahrnovala především formulace komplexní teorie škálování a formulaci výpočtů fázových přechodů. Rovněž kvantově popsal Kondův efekt. Později tyto poznatky rozšířil na kvantovou teorii pole. Zabýval se i výzkumem kvarků, tedy částic z nichž se skládají mimo jiné protony a neutrony. Další Wilsonovou zásluhou je průkopnická práce ve využití počítačů k řešení fyzikálních problémů. Řešil takto zejména otázku chirálních symetrií v částicové fyzice.
Roku 1985 byl Wilson jmenován ředitelem Cornell Theory Center, jednoho z pěti superpočítačových center v USA vytvořených z podpory National Science Foundation (NSF). O tři roky později přijal místo na Ohijské státní univerzitě. Proslavil se i jako úspěšný vedoucí doktorských prací. I po odchodu do penze v roce 2008 se podílel na výzkumu a snažil se o zapojení studentů do vědy a matematiky.
Jeho manželka Alison je významnou odbornicí na počítače. Jeho bratr David je profesorem biologie a genetiky.
Kenneth G. Wilson zemřel 15. června 2013 ve věku 77 let.